# Meurtre sur mesure
Meurtre sur mesure (The Tape-Measure Murder) est une nouvelle policière d'Agatha Christie mettant en scène Miss Marple.
Initialement publiée le 16 novembre 1941 dans la revue This Week aux États-Unis, cette nouvelle a été reprise en recueil en 1950 dans Three Blind Mice and Other Stories aux États-Unis. Elle a été publiée pour la première fois en France dans le recueil Trois souris... en 1985.

## Résumé
Mlle Politt, couturière de son état, se trouve devant la porte de la maison de Mme Spenlow pour lui remettre la robe qu'elle lui a confectionnée. Personne ne répondant aux coups de heurtoir, elle décide alors de s'en aller. Mlle Hartnell, qui passait dans la rue et l'a rejointe sur le seuil, a l'idée de jeter un coup d'œil à travers l'une des fenêtres. Elle découvre alors allongé sur le tapis de foyer le corps sans vie de Mme Spenlow.
Parce qu'il ne montre aucune émotion à la nouvelle de la mort de son épouse et qu'il est son unique héritier, le mari est immédiatement suspecté par la police. L'agent Palk interroge aussi Miss Marple dont il connaît la sagacité. A-t-elle appelé, le matin du crime, M. Spenlow, comme ce dernier l'a déclaré, pour qu'il vienne l'aider à débrouiller une affaire chez elle à 15 h, c'est-à-dire au moment où le meurtre a été commis ? Non, lui dit-elle, avant de lui faire observer qu'il a une épingle accrochée à son uniforme. Il lui répond en citant les premiers vers d'une célèbre comptine : « See a pin and pick it up, / All the day you'll have good luck. »
Le narrateur donne ensuite des éléments biographiques sur le couple Spenlow. La victime a commencé sa carrière comme servante dans la famille de sir Robert Abercrombie, avant de se marier une première fois avec un jardinier et d'ouvrir un magasin de fleuriste. Bientôt veuve, elle a continué à développer son commerce, puis s'est remariée avec M. Spenlow, un bijoutier. D'abord adepte du spiritisme, elle s'est ensuite tournée vers les religions plus traditionnelles. À sa mort, elle était membre de l'Église d'Angleterre. Au poste de police, le colonel Melchett et l'inspecteur Slack, qui confrontent leurs hypothèses, s'interrogent aussi sur le passé de Mme Spenlow, dont le passage comme servante chez les Abercrombie a été contemporain d'un vol d'émeraudes de très grande valeur. Le fils Abercrombie, jeune dilettante et déjà lourdement endetté, a été soupçonné et, de façon étrange, ses dettes ont été remboursées peu de temps après le délit, grâce à l'intervention providentielle d'une femme. C'est au tour de l'inspecteur de bavarder avec Miss Marple : la personnalité du mari est évoquée de même que le profil du jeune Ted Gerard, employé de la poissonnerie et qui s'est rendu coupable il y a quelques années d'un détournement de fonds. Miss Marple revient sur le comportement de Palk, qui a été le premier à se rendre sur la scène du crime, et invite son interlocuteur à solliciter son aide.       
La dernière scène se passe dans le bureau du colonel. L'intuition de Miss Marple est confirmée par l'officier : Palk a bien ramassé à côté du corps l'épingle qu'il arbore superstitieusement à son uniforme. Mais il s'agit d'un objet de professionnelle, dont seules se servent les couturières, comme Mlle Politt. Si l'épingle a été trouvée sur la scène du crime, c'est que Mlle Politt était déjà entrée dans la maison et qu'elle n'a frappé le heurtoir devant témoin que pour donner le change. Miss Marple poursuit sa démonstration : le matin du crime, la couturière a usurpé son identité au téléphone afin d'éloigner M. Spenlow ; plus tard, elle s'est présentée à la maison de sa victime, qui l'a laissée entrer sans difficulté, puisqu'elles avaient rendez-vous, et là elle l'a étranglée, sans doute avec son mètre ruban. Quel était son mobile ? Toutes deux se connaissaient depuis le temps où elles officiaient en tant que bonnes chez les Abercrombie et toutes deux ont pris part au vol des bijoux. Mlle Politt savait que son ancienne complice, devenue une fervente fidèle de l'Église, était en proie aux remords et qu'elle allait bientôt avouer son crime. Par crainte d'être dénoncée et arrêtée, elle a décidé de l'assassiner.

## Personnages
- Miss Marple
- M. Spenlow
- Mme Spenlow, son épouse, la victime
- Colonel Melchett, vieil ami de Miss Marple
- Inspector Slack, vieil ami de Miss Marple
- Mlle Politt, vieille amie de Mme Spenlow
- Mlle Hartnell, habitant de St Mary Mead
- Ted Gerard, employé de la poissonnerie
- Agent Palk

## Publications
Avant la publication dans un recueil, la nouvelle avait fait l'objet de publications dans des revues :
- le 16 novembre 1941, aux États-Unis, dans la revue This Week[1] ;
- en février 1942, au Royaume-Uni, sous le titre « The Case of the Retired Jeweller », dans le no 614 de la revue Strand Magazine[1].

La nouvelle a ensuite fait partie de nombreux recueils :
- en 1950, aux États-Unis, dans Three Blind Mice and Other Stories[1] (avec 8 autres nouvelles) ;
- en 1979, au Royaume-Uni, dans Miss Marple's Final Cases and Two Other Stories[1] (avec 7 autres nouvelles) ;
- en 1985, en France, dans Trois souris... (avec 5 autres nouvelles) ;
- en 2001, en France, dans Miss Marple tire sa révérence (adaptation du recueil britannique de 1979).

Elle a également fait l'objet d'un livre audio, le texte étant lu par l'actrice Joan Hickson.

## Adaptation
- 2004 : épisode de la série animée japonaise Agatha Christie's Great Detectives Poirot and Marple[2].